# Bedwas, Trethomas and Machen
Bedwas, Trethomas and Machen är en community i Storbritannien.   Den ligger i kommunen Caerphilly och riksdelen Wales, i den södra delen av landet, 210 km väster om huvudstaden London.
Den består av byarna Bedwas, Trethomas och Machen.